# دلتنگی‌های عاشقانه
دلتنگی‌های عاشقانه فیلمی به کارگردانی و نویسندگی رضا اعظمیان محصول سال ۱۳۹۱ است.

## خلاصه داستان
فیلم، داستان فرشته و منوچهر است که به هنگام بازگشت از ماه عسل متوجه حمله نیروهای عراقی به ایران شده و زندگی عاشقانه‌شان دستخوش تغییراتی می‌شود و…

## بازیگران
- میترا حجار در نقش فرشته
- محمدرضا فروتن در نقش منوچهر
- رویا تیموریان در نقش مادر منوچهر
- شاهرخ فروتنیان در نقش پدر فرشته
- شیوا خنیاگر در نقش مادر فرشته
- سیامک اطلسی در نقش پدر منوچهر
- مریم کاویانی در نقش پزشک
- تبسم هاشمی در نقش پزشک